# Caviramus
Caviramus is een geslacht van uitgestorven pterosauriërs, behorend tot de groep van de Lonchognatha, dat tijdens het Trias leefde in het gebied van het huidige Zwitserland. De enige benoemde soort is Caviramus schesaplanensis.

## Vondst en naamgeving
De typesoort Caviramus schesaplanensis is in 2006 benoemd en beschreven door Nadia Belinda Fröbisch en Jörg Fröbisch. De geslachtsnaam is afgeleid van het Latijnse cavus, 'hol' en ramus, 'tak'. De naam verwijst naar de pneumatisering door luchtholten van de kaak. De soortaanduiding verwijst naar de Schesaplana, de berg op de westelijke helling waarvan het fossiel gevonden is.
Het holotype, PIMUZ A/III 1225, is gevonden in de Kössenformatie (Norien-Rhaetien) van de Noordelijke Kalkalpen. Het bestaat uit drie fragmenten van een ramus, tak, van de rechteronderkaak van de mandibula. Belangrijke delen van de botten zijn slechts als een afdruk bewaard gebleven. Het maakt deel uit van de collectie van het Palaeontologisches Institut und Museum der Universität Zürich.

## Beschrijving
Caviramus had een vleugelspanwijdte van ongeveer een meter. Witton geeft een vlucht van 135 centimeter maar dat is gebaseerd op een identiteit met Raeticodactylus. Als vrij basale soort had hij vermoedelijk een lange staart.
Dat Caviramus slechts onderscheiden wordt op basis van de onderkaak en tanden is geen uitzondering bij pterosauriërs, waar deze elementen tot de twee meest voorkomende enkelvoudige holotypen behoren. De onderkaak had een geschatte totale lengte van vijf à zes centimeter. De onderkaak is vrij hoog met een vrij constante hoogte van zo'n zes millimeter. Het stuk heeft vooraan in een beenplateau op de bovenrand grote ovale uithollingen, foramina, die parallel lopen aan de tandenrij. De ruwe structuur van het voorste deel, met vele foramina op de zijkanten van de symfyse, duidt op een hoornbedekking die een soort bek vormde. De kaak is sterk gepneumatiseerd, dus voorzien van luchtholten, zoael in het dentarium als het spleniale, angulare, surangulare en articulare. Vooraan lijkt de kaak afgerond te zijn, maar dat kan een ook een artefact zijn van de conservering. Achter de samengroeiing, symfyse, van de onderkaken bevindt zich een inkeping in de onderrand. Die is glad en komvormig en dus vermoedelijk geen simpele beschadiging. De kom kan de aanhechting hebben gevormd van een structuur van de weke delen, zoals een keelzak. Het retroarticulair uitsteeksel, de hefboom waarmee de kaak geopend werd, maakt een hoek van 35° met de tak. Het kaakgewricht ligt veel lager dan de tandenrij, wat de bijtkracht verhoogt.
In het grootste bewaarde stuk stonden nog twee tanden, een met drie en een met vier knobbels; ze worden door de beschrijvers desalniettemin als in wezen isodont, dus gelijkvormig, beschouwd. Er is één, nogal spitse, hoofdknobbel met ernaast secundaire knobbels. De knobbels staan in bovenaanzicht in één vlak. De voorste knobbel is scherp afgesleten, de achterste heeft juist een horizontaal slijtfacet. De beschrijvers schatten het aantal tanden per ramus op minstens twaalf en hoogstens zeventien. De tanden hebben een derde van de hoogte van het kaakbeen, dus ongeveer twee millimeter. De tandkroon is glad en gezwollen maar vernauwt en verplat zich naar de nek toe. De tanden staan, zoals bij de meeste pterosauriërs, in aparte tandkassen.

## Fylogenie
De beschrijvers viel een grote overeenkomst met Eudimorphodon op, maar classificeerden Caviramus voorzichtigheidshalve als Pterosauria incertae sedis. In 2009 concludeerde Fabio Marco Dalla Vecchia dat de soort samen met Raeticodactylus een zusterklade vormde van Carniadactylus. Dat zou betekenen dat Caviramus een lid is van de Campylognathoididae. 
In dezelfde publicatie suggereerde Dalla Vecchia dat Raeticodactylus, stammend uit dezelfde tijd en plaats, een jonger synoniem is van Caviramus, misschien als een C. filisurensis, wellicht zelfs identiek, dus dezelfde soort vormend. In dat geval zouden de verschillen tussen de twee vormen: Raeticodactylus is groter, heeft forarimna per iedere derde tand in plaats van iedere tweede tand, heeft meer en meer variabele tanden — waaronder ook met vijf knobbels — en heeft een kam op de mandibula, het gevolg moeten zijn van rijpings- of sekseverschillen. Het probleem is dan dat de luchtholten kleiner zijn.
De positie van Caviramus in de evolutionaire stamboom volgens een studie uit 2015 toont het volgende kladogram.
|  | Preondactylus buffarinii  |
|  |                           |
|  | Austriadactylus cristatus |
|  |                           |

|  | Raeticodactylus filisurensis |
|  |                              |
|  | Caviramus schesaplanensis    |
|  |                              |

|  | Arcticodactylus cromptonellus                                                      |
|  |                                                                                    |
|  | \| \| Carniadactylus rosenfeldi \| \| \| \| \| \| Eudimorphodon ranzii \| \| \| \| |
|  |                                                                                    |
|  | Carniadactylus rosenfeldi                                                          |
|  |                                                                                    |
|  | Eudimorphodon ranzii                                                               |
|  |                                                                                    |

|  | Carniadactylus rosenfeldi |
|  |                           |
|  | Eudimorphodon ranzii      |
|  |                           |

|  | Raeticodactylus filisurensis |
|  |                              |
|  | Caviramus schesaplanensis    |
|  |                              |

|  | Arcticodactylus cromptonellus                                                      |
|  |                                                                                    |
|  | \| \| Carniadactylus rosenfeldi \| \| \| \| \| \| Eudimorphodon ranzii \| \| \| \| |
|  |                                                                                    |
|  | Carniadactylus rosenfeldi                                                          |
|  |                                                                                    |
|  | Eudimorphodon ranzii                                                               |
|  |                                                                                    |

|  | Carniadactylus rosenfeldi |
|  |                           |
|  | Eudimorphodon ranzii      |
|  |                           |

|  | Raeticodactylus filisurensis |
|  |                              |
|  | Caviramus schesaplanensis    |
|  |                              |

|  | Arcticodactylus cromptonellus                                                      |
|  |                                                                                    |
|  | \| \| Carniadactylus rosenfeldi \| \| \| \| \| \| Eudimorphodon ranzii \| \| \| \| |
|  |                                                                                    |
|  | Carniadactylus rosenfeldi                                                          |
|  |                                                                                    |
|  | Eudimorphodon ranzii                                                               |
|  |                                                                                    |

|  | Carniadactylus rosenfeldi |
|  |                           |
|  | Eudimorphodon ranzii      |
|  |                           |

|  | Raeticodactylus filisurensis |
|  |                              |
|  | Caviramus schesaplanensis    |
|  |                              |

|  | Arcticodactylus cromptonellus                                                      |
|  |                                                                                    |
|  | \| \| Carniadactylus rosenfeldi \| \| \| \| \| \| Eudimorphodon ranzii \| \| \| \| |
|  |                                                                                    |
|  | Carniadactylus rosenfeldi                                                          |
|  |                                                                                    |
|  | Eudimorphodon ranzii                                                               |
|  |                                                                                    |

|  | Carniadactylus rosenfeldi |
|  |                           |
|  | Eudimorphodon ranzii      |
|  |                           |

|  | Preondactylus buffarinii  |
|  |                           |
|  | Austriadactylus cristatus |
|  |                           |

|  | Raeticodactylus filisurensis |
|  |                              |
|  | Caviramus schesaplanensis    |
|  |                              |

|  | Arcticodactylus cromptonellus                                                      |
|  |                                                                                    |
|  | \| \| Carniadactylus rosenfeldi \| \| \| \| \| \| Eudimorphodon ranzii \| \| \| \| |
|  |                                                                                    |
|  | Carniadactylus rosenfeldi                                                          |
|  |                                                                                    |
|  | Eudimorphodon ranzii                                                               |
|  |                                                                                    |

|  | Carniadactylus rosenfeldi |
|  |                           |
|  | Eudimorphodon ranzii      |
|  |                           |

|  | Raeticodactylus filisurensis |
|  |                              |
|  | Caviramus schesaplanensis    |
|  |                              |

|  | Arcticodactylus cromptonellus                                                      |
|  |                                                                                    |
|  | \| \| Carniadactylus rosenfeldi \| \| \| \| \| \| Eudimorphodon ranzii \| \| \| \| |
|  |                                                                                    |
|  | Carniadactylus rosenfeldi                                                          |
|  |                                                                                    |
|  | Eudimorphodon ranzii                                                               |
|  |                                                                                    |

|  | Carniadactylus rosenfeldi |
|  |                           |
|  | Eudimorphodon ranzii      |
|  |                           |

|  | Raeticodactylus filisurensis |
|  |                              |
|  | Caviramus schesaplanensis    |
|  |                              |

|  | Arcticodactylus cromptonellus                                                      |
|  |                                                                                    |
|  | \| \| Carniadactylus rosenfeldi \| \| \| \| \| \| Eudimorphodon ranzii \| \| \| \| |
|  |                                                                                    |
|  | Carniadactylus rosenfeldi                                                          |
|  |                                                                                    |
|  | Eudimorphodon ranzii                                                               |
|  |                                                                                    |

|  | Carniadactylus rosenfeldi |
|  |                           |
|  | Eudimorphodon ranzii      |
|  |                           |

|  | Raeticodactylus filisurensis |
|  |                              |
|  | Caviramus schesaplanensis    |
|  |                              |

|  | Arcticodactylus cromptonellus                                                      |
|  |                                                                                    |
|  | \| \| Carniadactylus rosenfeldi \| \| \| \| \| \| Eudimorphodon ranzii \| \| \| \| |
|  |                                                                                    |
|  | Carniadactylus rosenfeldi                                                          |
|  |                                                                                    |
|  | Eudimorphodon ranzii                                                               |
|  |                                                                                    |

|  | Carniadactylus rosenfeldi |
|  |                           |
|  | Eudimorphodon ranzii      |
|  |                           |

## Levenswijze
Caviramus werd eerst als een viseter gezien maar al snel werd erop gewezen dat de complexe tanden en sterke kaken beter geschikt waren om kleine gewervelden en ongewervelden te kraken en vermalen. De stompe symfyse was in ieder geval niet geoptimaliseerd om door het water te klieven.